# Asklepiostempel
Asklepiostempel sind dem griechischen Gott Asklepios geweihte Tempel. Sie sind in der Regel verbunden mit einem Sanatorium, dem Asklepieion.
Bekannte Asklepiostempel sind:
- Asklepiostempel in Agrigent auf Sizilien
- Asklepiostempel in Ampurias
- Asklepios-Tempel in Epidauros
- Asklepiostempel in Lendas
- Asklepiostempel in Lisos (Kreta)
- Asklepiontempel auf Paros
- Asklepiostempel auf Kos
- Asklepiostempel in Pergamon
- Asklepiostempel in Rom auf der Tiberinsel
- Asclepius-Tempel Trier